# Ultimul pod pe Rin
Ultimul pod pe Rin sau Podul de la Remagen (în engleză The Bridge at Remagen) este un film de război DeLuxe din 1969, cu George Segal, Ben Gazzara și Robert Vaughn filmat în Panavision. Filmul, care a fost regizat de John Guillermin, a fost turnat în Cehoslovacia. Se bazează pe cartea nonfiction The Bridge at Remagen: The Amazing Story of 7 martie 1945 a scriitorului și reprezentant al SUA Ken Hechler.  Scenariul a fost adaptat de Richard Yates și William Roberts.
Filmul este o versiune extrem de fictivă a evenimentelor reale din ultimele luni ale celui de-al doilea război mondial, când Divizia a 8-a de blindate s-a apropiat de Remagen și a capturat intact podul Ludendorff. În locul bătăliei reale de o săptămână și a mai multor dueluri de artilerie care au avut loc între americani și apărătorii germani, filmul se concentrează asupra eroismului și a costurilor umane în obținerea unui cap de pod peste Rin, înainte de avansul final al aliaților în Germania .

## Distribuție
- George Segal ca locotenent Phil Hartman (bazat pe Lt. Karl Timmermann )
- Robert Vaughn ca maior Paul Kreuger (în limba germană "Krueger" sau "Krüger", bazat pe maiorul Hans Scheller)
- Ben Gazzara ca sergentul Angelo (bazat pe sergenți Alexander Drabik și Joseph DeLisio)
- Bradford Dillman ca maior Barnes (bazat vag pe maiorul Murray L. Deevers)
- E. G. Marshall ca General Shinner (bazat pe generalul de brigadă William Hoge)
- Peter van Eyck ca generaloberst von Brock (bazat în mod liber pe Generalleutnant Walter Botsch)  (ultimul său rol de film)
- Hans Christian Blech ca Hauptmann Karl Schmidt (bazat pe Hauptmann Willi Bratge)
- Heinz Reincke - consilierul Holzgang, primarul responsabil cu apărarea civilă
- Joachim Hansen ca Hauptmann Otto Baumann, ofițer de inginerie (bazat pe Hauptmann Carl Friesenhahn)
- Sonja Ziemann ca Greta Holzgang
- Anna Gael ca fată franceză
- Bo Hopkins - caporalul Grebs
- Robert Logan - soldatul Bissell
- Matt Clark - Cpl. Jellicoe
- Steve Sandor ca soldat Slavek
- Frank Webb ca soldat  Glover
- Tom Heaton ca Lt. Pattison (bazat pe Lt. Emmett James "Jim" Burrows)
- Paul Prokop - Cpt. John Colt
- Richard Münch - general von Sturmer
- Günter Meisner ca SS - Oberstgruppenführer Gerlach

## Cartea originală
Filmul se bazează pe o carte a lui Ken Hechler, un istoric de război care a slujit în armata americană în 1945. "Am avut norocul să fiu la aproximativ 10 mile de Remagen, când a apărut vestea electrizante că podul a fost capturat", a spus Hechler mai târziu. Tocmai am eliberat această cramă. Primele unități s-au întors și au fost trimise în rezervă și n-au avut nimic de făcut decât să bea vin și să vorbească despre ceea ce au făcut. " 
Interviurile rezultate - plus interviurile postbelice cu soldații germani care se aflau pe pod - au format cea mai mare parte a cercetării pentru cartea lui Hechler, publicată în 1957. Cartea a ajuns să vândă peste 500.000 de exemplare. 
Hechler a folosit banii obținuți din vânzarea cărții pentru a-și finanța campania de succes în Camera Reprezentanților în 1958. 

## Producție

### Cehoslovacia

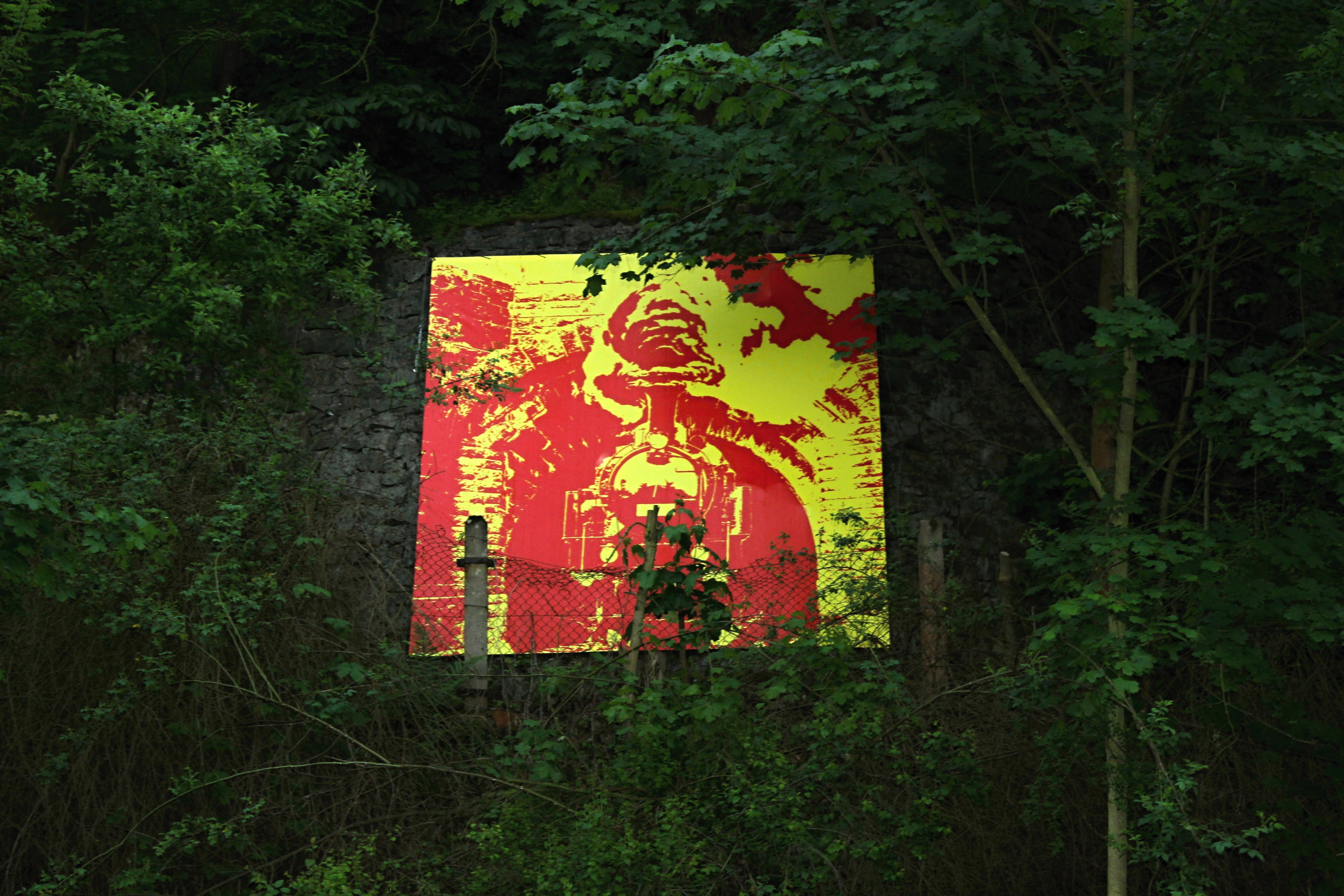
Rămășițele podului în Davle, Republica Cehă, unde au fost turnate scenele cu Podul Remagen

Wolper a plătit 750.000 de dolari și drepturile de distribuție cehe studiourilor Barrandav în schimbul facilităților și muncii locale.
Echipamentul american de război mondial a fost împrumutat de la guvernul Austriei, care l-a primit inițial de la americani.
Filmările au început la 6 iunie 1968 și au avut loc până în octombrie. Acestea au fost dificile de la început. Directorul de producție s-a îmbolnăvit și primul director adjunct a renunțat. În cadrul echipei de producție au existat, de asemenea, ciocniri privind metodele de lucru, dintre membrii aproximativ 60 au fost din vest și 200 cehi. Cu toate acestea, după un început ciudat, occidentalii și cehii au creat o relație decentă de lucru.
A fost o perioadă de instabilitate politică în Cehoslovacia. Echipa de producție a filmului a fost acuzată de presa sovietică și est-germană privind introducerea armelor de contrabandă în țară ca o mușamalizare a CIA.  Cehii nu au luat acest lucru prea în serios, iar cehi din echipă se refereau în glumă la Wolper ca "domnul CIA". Unii oficiali guvernamentali au inspectat arsenalul de arme de la studiourile Barrandov și au găsit totul în ordine. 
O mare parte din scenele orașului Remagen au fost turnate în orașul Most .  Orașul vechi a fost demolat și reconstruit într-un loc nou în acel timp pentru a face ca lignitul care se afla sub el să fie accesibil mineritului. 
Scenele Podului Remagen au fost realizate la Davle pe râul Vltava folosind podul vechi. Pentru film au fost construite turnuri false și un tunel feroviar fals. Scenele de deschidere ale filmului - în care armata americană nu reușește să captureze Oberkassel, podul Bonn - au fost turnate chiar la sud de satul Vrané nad Vltavou folosind podul feroviar care leagă linia Praga - Dobříš peste râul Vltava. 
În timpul filmării, Guillermin i-a spus producătorului Wolper că nu dorește să fie distras de prezența lui pe platou și de aceea i-a fost interzis accesul. Wolper i-a răspuns că dacă nu ar putea să regizeze cu Wolper pe platou, atunci el ar fi demis. Guillermin și-a cerut scuze.  Wolper l-a numit mai târziu pe Guillermin "a real pain in tha ass - o adevărată durere în fund". 

### Invazia sovietică
La 20 august 1968, când filmul era gata doar două treimi, armata sovietică a invadat Cehoslovacia pentru a reinstala un guvern puternic comunist.  Filmările au trebuit să se oprească, iar cea mai mare parte a distribuției și a echipei au fost blocate în hotelul internațional din Praga. Wolper a plecat de la Praga la Roma în noaptea invaziei.
Distribuția și echipa au votat dacă vor rămâne sau vor pleca. Numai trei au votat să rămână - Guillermin și doi cascadori.  Restul, inclusiv Shirley Temple Black, au plecat într-un convoi de 400 de mașini care i-a dus la Plzeň și apoi la Nurnberg. Câteva ore mai târziu, ultimii 79 de membri ai distribuției și ai echipei de producție au ieșit într-o caravană de 20 de mașini condusă de cehi. Au mers la Gmud în Austria, cu o oră înainte de închiderea frontierei, după care au mers la Viena.  

### Filmări în Germania
Filmările au fost reluate în Hamburg, în Germania de Vest, unde în octombrie 1968 existau facilități de studio ideale.  Scenele nefinalizate care au implicat podul au fost turnate la Castelul Godolfo din Italia. Wolper a negociat, de asemenea, filmarea scenelor cu podul în Praga.